# Николай Дубовской
Николай Никанорович Дубовско̀й е руски художник пейзажист, творил по време на прехода в Русия от реализъм към символизъм, академик по пейзажна живопис. Продължавайки най-добрите традиции на руския реалистичен пейзаж, той се обръща към принципите на пленерната живопис. Работата му се превръща в забележително явление, осъществило връзка между по-старото поколение на передвижниците пейзажисти Алексей Саврасов, Фьодор Василев, Архип Куинджи и по-младото – Василий Поленов, Исак Левитан, Валентин Серов. Популярността му е огромна, критиката го нарежда до Куинджи и Левитан, а изкуството му е високо оценено от Иля Репин, Владимир Стасов, Павел Третяков, Иван Крамской и много други.

## Биография
Николай Никанорович Дубовской е роден в град Новочеркаск на 5/17 декември 1859 г. в семейството на потомствен казак, сотник от Донския казашки регион. Войсковият казашки чин на бащата е равнозначен на майор в руската армия. Семейството има 8 деца. Николай започва да рисува още в детството си, като прерисува илюстрации от списания. Неговият чичо, художникът Александър Пишкин, научава момчето да рисува по памет. Бащата обаче вярва, че синът му трябва да продължи военната семейна традиция и през 1870 г. Николай започва обучението си като юнкер във Владимровската киевска военна гимназия.
В училището момчето прилежно изучава военното дело, но продължава да рисува. Впечатлен от способностите му, директорът на гимназията пише писмо до баща му, в което го съветва да изпрати Николай да учи живопис и му урежда стипендия от Донската армия на стойност 35 рубли на месец. Чичо му пък плаща пътните до Санкт Петербург. Така през 1877 г. Дубовской постъпва в Императорската художествена академия в класа на професора по пейзажна живопис Михаил Константинович Клодт. Прекарва в Академията 3 години, през които получава 4 сребърни медала, но не е доволен от академичната рутина. Заедно с група млади художници през 1881 г. напуска Академията, отказвайки да изпълнява състезателна работа по официална тема, и става един от лидерите и идеолозите на известното Общество на передвижниците, изиграло изключителна роля в развитието на руското изобразително изкуство.
През 1882 г. Дубовской получава втора награда от „Обществото за насърчаване на художниците“ за картините „След дъжд“ и „Пред буря в Малорусия“. Художникът се връща вкъщи, тъй като е на възраст, в която трябва да отбие военната си служба. Понеже здравето му не е добро, е определен като негоден за военна служба и го назначават за отговорник на войсковите табуни. На практика това означава, че е длъжен да наеме за своя сметка човек, който да пасе казашките коне.
През есента се връща в Санкт Петербург и започва да работи като художник на свободна практика. През 1884 г. става член на Обществото на передвижниците, а през 1889 г. е включен и към ръководството на организацията. След смъртта на „бащата на передвижниците“ Николай Ярошенко през 1898 г., той става не само техен идеен вдъхновител, но и действителен лидер на передвижниците. Дубовской е и последният техен ръководител, защото след неговата смърт Обществото на передвижниците престава да съществува.
Сближаването на художника с передвижниците преобразява творческите му търсения. Дебютира на тяхната 12-а изложба с платното „Зима“, което е посрещнато радушно от публиката и критиката и дори Стасов пише, че картината е много добра. Третяков купува творбата за своята галерия и плаща за нея 500 рубли, което е равностойно на официално признание. През следващите години Дубовской става близък приятел с художниците Иля Репин, Владимир Маковски и Николай Ярошенко, общува с известния физиолог Иван Павлов и Дмитрий Менделеев, автора на периодичната таблица на химичните елементи.
Голямо влияние върху творческото развитие на художника оказва Иля Репин. Дубовской прекарва лятото на 1885 г. в неговото имение в Сиверская, близо до Санкт Петербург. Там, заедно с художниците Виктор Васнецов и Константин Константинович Первухин, рисува много и времето, прекарано в тяхната компания, е доста важно и ползотворно.
В периода 1890 – 1900 художникът неведнъж пътува в Западна Европа и Близкия Изток, но живее предимно в Санкт Петербург. Интересува се от изкуството на големите западни майстори, както и от някои науки. В Италия си води бележки и прави рисунки, свързани с археологически разкопки, а в Люцерн се занимава с палеонтология. Дубовской преоткрива за себе се живописта, скулптурата и архитектурата в Париж, Берлин, Венеция и Рим, където рисува етюди и прави скици. В Близкия Изток изучава източните философски системи. В същото време в творческото наследство на художника има много малко картини, изобразяващи чужди страни и почти всички негови произведения са посветени на красотата на руската природа.
1895 година е знаменателна за художника. Тогава за първи път взима участие в Световното изложение в Мюнхен и за втори път пътува в чужбина. През същата година се жени за своята ученичка, художничката Файна Николаевна Терская. В деня на сватбата закъснява за ритуала, защото не иска да пропусне специфичната светлина, отразявана в картината, която рисува в онзи момент. Двамата имат един син – Сергей.
На 23 март 1898 г. Дубовской е удостоен със званието академик по пейзажна живопис и получава голямо академично жилище с ателие на горния етаж. Той рисува много, творческият му ден започва в 5 ч. сутринта, работи по 13 часа, а през белите нощи – и по 16. При йерархията в обществото от онова време на първо място между пейзажистите се поставя Иван Шишкин, на второ – Василий Поленов и на трето – Дубовской.
През 1900 г. става редовен член на Художествената академия. През същата година получава сребърен медал на Световното изложение в Париж.Избран е за пълноправен член на Мюнхенското художествено дружество „Сецесион“, където постоянно представя творбите си. През 1913 г. художникът е отличен с втори златен медал на Международното изложение.
Художникът работи и като педагог – от 1909 е преподавател в Императорската художествена академия, а две години по-късно става професор-ръководител на пейзажното ателие. Бил е член на журито на международни изложби в Мюнхен, Дюселдорф, Рим и Париж.
Умира в Петроград на 28 февруари 1918 г. от „паралич на сърцето“. Погребан е в Смоленското православно гробище в Санкт Петербург, недалеч от параклиса „Света Ксения Петербургска“.

## Творчество
Дубовской създава около 400 картини и над 1000 етюда. Рисува маслени платна, създава прекрасни акварели, работи с гваш, въглен и молив. Моливните рисунки и акварелите обикновено му служат като подготвителни скици за бъдещи творби.
В произведенията си най-често използва теми и образи, характерни за передвижниците. През тези години в руската живопис навлиза направлението „пейзаж на настроението", характерно с поетичния възглед към природата. Пейзажът широко навлиза в жанровите композиции и присъства в историческата и портретна живопис. Експертите смятат, че един от основателите на това направление в Русия е именно Дубовской. За передвижниците основната идея на пейзажа не е точността на възпроизвеждане на природата, а създаването на особено настроение, влияещо дълбоко върху човешките преживявания. Дубовской обръща специално внимание на обрисуването на въздуха, светлината и пространството. Придава изключително фино колорита и ефектите на цветовете, използвайки най-тънка, понякога почти незабележима градация, когато предметите сякаш се разтварят във въздуха. Емоционални и изразителни са пейзажите му „Зима“ (1884), „Мишкина балка“ (1885), „Ранна пролет“ (1886), „Дъга“ (1892), „След гръмотевична буря“ (1897), „Кургани в степта“ (1900 г.), „Залез“ (1909), „Зима в Петербург“, „Изгрев над езерото“, „Село в лунна нощ“, „Път сред ръжта“.
Морските пейзажи на Дубовской също са привлекателни и впечатляващи – „Флоренция“, „Утро на езерото Маджоре“, „Море. Щил“, „Облаци над морето“, „Яхта в морето. Залезът наближава“. Художникът обича вечерното море и го изобразява умело върху платното. С голямо умение той рисува и морската стихия – непостоянна, мощна в своите проявления и в пъстрото разнообразие от образите си. На много от платната му са изобразени морета, реки и канали – „На Волга“ (1892) и (1903), „Наводнение на Екатерининския канал“ (1903), „Лято на Екатерининския канал“ (1905), „Море“ (1911), „Черноморско крайбрежие“ (1912 – 1913).
Лятото на 1892 г. Дубовской прекарва на дачата на Ярошенко и превъплъщава настроенията и усещанията си в прекрасния пейзаж „На Волга“. В него той отново търси и предава съзвучието на небето, водата и светлината, а критиката я определя като „симфония в лилаво“. Художникът изобразява широките волжски простори, напомнящи на безкрайно море, риболовни лодки, величествено и високо небе. Картината носи изключителна популярност на художника и той е поканен с нея на шестото Световно изложение в Мюнхен през 1895 г.
На 22-рата изложба на передвижниците през 1894 г. той представя творби, отразяващи впечатленията от пътуванията му – „Дъга“, („Дъга в степта“), „Дефиле“, „Водопадът Иматра“ (Финландия), „Земя“. Списание „Художник“ определя „Земя“ като един от най-добрите руски пейзажи.
Дубовской често се обръща към зимните мотиви и за него са характерни спокойните природни състояния, на които понякога придава национално-романтичен привкус, като при знаменателната картина „Родина“ (1903 – 1905). Композицията набляга на прецизно поставен живописен акцент, подчертан от удивителната светлина. Сякаш от небето се виждат безкрайните простори с хълмове и обработваема земя и бели къщи в далечината. И над всичко – сияещо с облаците си небе. На преден план е изобразен орач с два чифта червени волове, огрян от слънчева светлина, която сякаш се стича по земята. Картината е показана на Световното изложение в Рим и определена от Репин като „най-доброто от всички платна, изложени в Рим, най-оригиналната, красива и жива картина“.
Сред типичните му творби са още „Затишие“ (1890), „Ноемврийска вечер“ (1900), „Пътят на шейните“ (1900) и други. Много от творбите на Дубовской са посветени на образа на природата в различни нейни необичайни състояния. Шедьовърът на художника е великолепната картина „Затишие“, посветена на Балтийско море и съхранявана в Държавния руски музей в Санкт Петербург. В нея много фино художникът изобразява състоянието на тишината, погълнала природата преди буря. Видът на затихналата стихия, готова всеки момент да се нахвърли върху хора и природа, кара зрителя да почувства силно безпокойство от страховитата ѝ сила. Почти половината от пространството на картината е заето от небето, покрито с тежки облаци, през които слънчевите лъчи пробиват, леко осветявайки тъмната повърхност на водата, а земята изглежда като мираж, създаден от въображението на художника. Платното е представено на 18-ата изложба на передвижниците, прието е възторжено от съвременниците, а руският император го купува за картинната галерия в Зимния дворец още от изложението. Разбирайки, че картината е закупена от Александър ІІІ, Третяков поръчва нейно копие за галерията си, което получава след 2 седмици. По-късно Дубовской прави още няколко копия на картината, едно от които се намира в Ростовския областен музей.
Художникът продължава темата, започната в картината „Затишие“ в ново платно – „Идва облак“ (1912). В нея вече не е изобразено Балтийско море, а родната за него река Дон. Колоритът и при двете творби е сходен, но в по-късната си работа тай изобразява следващия момент на затишие преди гръмотевичната буря. Небето потъмнява още повече, първите пориви на вятъра покриват водната повърхност с вълни и огъват тръстиките край брега. Усещането е, че още миг и дъждът ще се излее.
Художникът обича да рисува природата и в светли и слънчеви дни. Въздушните му морски пейзажи са белязани с радостно настроение. Такава е картината „Прекрасен ден“ (1903), която показва спокойно и топло море, накъдрено от лек бриз. Пухкави облаци се движат по лазурното небе, а елегантното бяло платно на плаваща лодка контрастира със синьото на морските вълни. Както в пейзажа „Затишие“, и в тази картина важна роля играе небето, тържествено и безкрайно. Чистото и леко, почти прозрачно оцветяване придава на картината невероятна свежест и чар.
В същия маниер са нарисувани и по-късни негови картини – „Залез“ (1909), „Море“ (1911), „На скалистия бряг“ (1913), „Свеж вятър“ (1914). Дубовской изобразява морето в различни състояния – то е или напълно спокойно и тихо, или развълнувано от настъпващото лошо време, както в картината „Море“, изпълнена в импресионистичен стил. Художникът рисува силно наклонена платноходка, тревожни чайки, бялата пяна от вълни, блъскащи се в брега, невидим за зрителя. Платното е проникнато от слънчева светлина, сякаш идва от ръба на картината. Яхтата е насочена именно към него, преодолявайки съпротивлението на вятъра.
Горските му пейзажи също са проникнати от слънцето. От един зелен цвят той успява да подбере много оттенъци за преходните състояния на светлината и да създаде разкошна, многоцветна магия. Една от най-добрите му работи от този тип е „Червена къща в градината“. Планинският пейзаж със снежнобели върхове и синеещи мъгли в подножието на планините е впечатляващ и дори привидно обикновените гледки към селата са дълбоко лирични и одухотворени.

## Съдбата на творбите
На 20 декември 1913 г. Дубовской изпраща писмо до Новочеркаския градски съвет, в което предлага да подари 70 свои картини, рисунки и етюди, както и 129 живописни и графични произведения на передвижници, събрани от него. Но поставя задължителното условие да се организира музей на изкуството в града, разположен в специално построена за него сграда. Макар и трудно, пари за строителството на музей са намерени, определен е парцел, а племенникът на художника, тогава главен архитект на Новочеркаск, поема ангажимента да изготви проекта безплатно. Революцията и войната обача, възпрепятстват осъществяването на това начинание.
След Втората световна война временно колекцията, завещана от Дубовской, се съхранява в Музея за историята на донските казаци. Това са творби на Иван Шишкин, Николай Ярошенко, Виктор Васнецов, Василий Поленов, Владимир Маковски, Григорий Мясоедов, Николай Касаткин, Дубовской и много други. Отначало значителна част от картините са окачени в залите на музея, но с течение на времето почти всички са прибрани в складовете, тъй като главната тема на музея е историята на казаците.
В следвоенните години творбите на Дубовской са прехвърлени от фондовете на музеи в Москва и Ленинград в провинциални музеи и в съюзни републики. Посмъртният завет на Третяков да не се разделя колекцията от творби на руски художници, които е събрал, е нарушен. От десетте картини на Дубовской, закупени от самия Третяков, 5 са изпратени в Далечния Изток, Туркменистан и Саратов. Много от творбите му от колекцията на Руския музей са прехвърлени в района на Калининска област и в Сибир. В наше време колекцията на Руския музей съдържа 27 творби на Дубовской, но той е представен в експозицията само с няколко свои произведения.
Творбите му са разпръснати в 70 музея в Русия и други страни, както и в частни колекции. Най-голяма сбирка от негови работи има в Третяковската галерия и Руския музей. Въпреки това творчеството му е почти забравено. Един единствен път е организирана персонална изложба от негови произведения – през 1938 г. в Руския музей. През последните години интересът към живописта на Николай Дубовской бързо нараства, което се дължи главно на пазара на изкуството, най-вече международния, на търговете на който картините му са високо оценени.
- Чуждестранни пейзажи
- Водопадът Иматра (Финландия) (1893)
- Венеция (1896)
- Неапол (1890-те)
- Истанбул (1900-те)
- Здрач в планината. Алпи (1909)
- Палермо (1917)

- Морски и речни пейзажи
- Морски пейзаж (1897)
- Колиби на морския бряг (1899)
- Настъпващи вълни (1900)
- Морски пейзаж с платноходки (след 1900)
- Идва облак (1912)
- Свечеряване

- Зимни пейзажи
- Мразовито утро (1894)
- Ясен зимен ден (1907)
- Дървета в снега (1908)
- Зима в Троицко-сергиевата лавра (1910)
- Първи сняг (1910)
- Троицко-сергиева лавра (1917)

- Горски пейзажи
- Ураган в степта (1890)
- Облаче (1890)
- След буря (1897)
- Облаци (началото на 1900-те)
- Зазоряване (1910)
- Сеч в гората (1910)

- Градски и селски пейзажи
- Ноемврийска вечер (1900)
- Червеният площад (началото на ХХ век)
- Дача в Силамяга (1907)
- Съборът „Василий Блажени“ (1908)
- Село в планината (1911)
- Петербургска нощ